# Cruz Azul
Club de Fútbol Cruz Azul – meksykański klub piłkarski z siedzibą w stołecznym mieście Meksyk. Występuje w rozgrywkach Liga MX. Domowe mecze rozgrywa na obiekcie Estadio Azteca.

## Osiągnięcia

### Krajowe
- Liga MX

| zwycięstwo (9):      | 1969, 1970 (M), 1972, 1973, 1974, 1979, 1980, 1997 (I), 2021 (G)                                   |
| drugie miejsce (12): | 1970, 1981, 1987, 1989, 1995, 1999 (I), 2008 (C), 2008 (A), 2009 (A), 2013 (C), 2018 (A), 2024 (C) |

- Copa MX

| zwycięstwo (4):     | 1969, 1997, 2013 (C), 2018 (A) |
| drugie miejsce (2): | 1974, 1988                     |

- Campeón de Campeones

| zwycięstwo (1):     | 1974 |
| drugie miejsce (1): | 1972 |

- Supercopa de la Liga MX

| zwycięstwo (1):     | 2022 |
| drugie miejsce (0): | –    |

- Supercopa MX

| zwycięstwo (1):     | 2019 |
| drugie miejsce (0): | –    |

### Międzynarodowe
- Puchar Mistrzów CONCACAF

| zwycięstwo (7):     | 1969, 1970, 1971, 1996, 1997, 2014, 2025 |
| drugie miejsce (2): | 2009, 2010                               |

- Copa Interamericana

| zwycięstwo (0):     | –    |
| drugie miejsce (1): | 1972 |

- Copa Libertadores

| zwycięstwo (0):     | –    |
| drugie miejsce (1): | 2001 |

- Klubowe Mistrzostwa Świata

| czwarte miejsce (1): | 2014 |

## Historia
Cruz Azul założony został 22 marca 1927 roku jako klub amatorski. Klub założyli pracownicy cementowni Cemento Cruz Azul znajdującej się w mieście Jasso w stanie Hidalgo. Firma Cemento Cruz Azul do dziś jest sponsorem klubu, choć już nie jedynym, gdyż Cruz Azul finansowany jest także przez firmy Coca-Cola i Telcel.
Głównymi postaciami, które przyczyniły się do powstania klubu, który szybko zaczął odnosić sukcesy w ogólnonarodowych turniejach amatorskich (w których często brał udział), byli Guillermo Álvarez Macías i Carlos Garcés.
W latach 1927–1960 Cruz Azul grał wielokrotnie w Meksyku z rezerwami takich zawodowych klubów jak Club América, Necaxa, Atlante, Asturias i Marte. Mając na celu przyszły rozwój klubu, nowa administracja firmy cementowej (która zmieniła nazwę na Cooperativa Cruz Azul) zdecydowała się w roku 1960 wybudować nowy stadion w Jasso o nazwie Estadio 10 de Diciembre, rejestrując jednocześnie klub w drugiej lidze zawodowej (Segunda división mexicana) na sezon 1960/61.
W roku 1964 pod wodzą węgierskiego szkoleniowca Jorge Marika drużyna wygrała drugą ligę i uzyskała awans do pierwszej ligi meksykańskiej (Primera división mexicana).
W pierwszej lidze zespół zajął ósme miejsce. Jednak już cztery lata później Cruz Azul pod wodzą trenera Raúla Cárdenasa zdobył swój pierwszy tytuł mistrza Meksyku.
W latach 70. Cruz Azul był najsilniejszym zespołem Meksyku, wygrywając ligę 6 razy – czterokrotnie pod wodzą trenera Raúla Cárdenasa i dwa ostatnie mistrzostwa pod wodzą trenera Ignacio Trellesa. Dominacja ta sprawiła, że klub zyskał sobie wówczas do dziś używany przydomek La Máquina.
Ostatni jak dotąd tyutuł mistrza kraju klub zdobył pod wodzą trenera Luisa Fernando Teny w roku 1997 podczas turnieju Invierno.
W roku 2006, w turnieju, Apertura Cruz Azul zajął pierwsze miejsce w grupie i awansował do ćwierćfinału, gdzie wyeliminowany został przez Chivas Guadalajara (po porażce 0:2 na wyjeździe remis 2:2 na własnym boisku).

## Aktualny skład
Stan na 16 lutego 2025.
| Nr | Poz. | Piłkarz                  |
| -- | ---- | ------------------------ |
| 1  | BR   | Andrés Gudiño            |
| 2  | OB   | Jorge Sánchez            |
| 3  | OB   | Omar Campos              |
| 4  | OB   | Willer Ditta             |
| 5  | OB   | Jesús Orozco Chiquete    |
| 6  | PO   | Érik Lira                |
| 7  | PO   | Mateusz Bogusz           |
| 8  | PO   | Lorenzo Faravelli        |
| 9  | NA   | Ángel Sepúlveda          |
| 10 | PO   | Andrés Montaño           |
| 11 | NA   | Jorgos Jakumakis         |
| 14 | PO   | Alexis Gutiérrez         |
| 15 | OB   | Ignacio Rivero (kapitan) |

| Nr | Poz. | Piłkarz              |
| -- | ---- | -------------------- |
| 17 | PO   | Amaury García        |
| 18 | NA   | Luka Romero          |
| 19 | PO   | Carlos Rodríguez     |
| 21 | NA   | Gabriel Fernández    |
| 22 | OB   | Raymundo Rubio       |
| 23 | BR   | Kevin Mier           |
| 26 | OB   | Carlos Vargas        |
| 29 | NA   | Carlos Rotondi       |
| 30 | BR   | Emmanuel Ochoa       |
| 32 | PO   | Cristian Jiménez     |
| 33 | OB   | Gonzalo Piovi        |
| 34 | PO   | Leonardo Sámano      |
| 35 | NA   | Luis Ángel Gutiérrez |